# 이진설
이진설(李鎭卨, 1939년 3월 25일 ~ 2019년 2월 17일, 경북 구미)은 대한민국의 경제관료이자 교육자, 기업인이다. 
고등고시 행정과 13회에 합격하여 공직에 입문하였고, 경제기획원 경제기획국장, 공정거래실장, 재무부 제2차관보, 공정거래위원회 위원장, 건설부 차관, 경제기획원 차관, 대통령 경제수석비서관을 거쳐, 건설부 장관을 지냈다. 
공직 퇴임 후에는 안동대학교 총장, 서울산업대학교 총장을 거쳐 센트럴시티의 회장으로 재직하였다. 
2019년 2월 17일, 79세를 일기로 숨졌다.

## 학력
- 경북대학교 사범대학 부설고등학교 졸업
- 서울대학교 경제학 학사
- 영국 맨체스터 대학교 대학원 경제학 석사

## 참고 문헌
- 대한민국 50년..1948~1998

| 전임 하동선 | 제11대 재무부 제2차관보 1982년 1월 16일 ~ 1983년 8월 29일 | 후임 정영의 |

| 전임 조경식 | 제4대 공정거래위원회 위원장 1987년 5월 26일 ~ 1988년 3월 4일 | 후임 최수병 |

| 전임 이봉서 | 제4대 동력자원부 차관 1988년 3월 5일 ~ 1989년 7월 20일 | 후임 장상현 |

| 전임 김한종 | 제14대 건설부 차관 1989년 7월 ~ 1990년 3월 | 후임 김대영 |

| 전임 이형구 | 제18대 경제기획원 차관 1990년 3월 19일 ~ 1991년 2월 18일 | 후임 진념 |

| 전임 이상희 | 제23대 건설부 장관 1991년 2월 18일 ~ 1991년 12월 19일 | 후임 서영택 |

| 전임 김종인 | 제4대 대통령비서실 경제수석 1992년 3월 30일~1993년 2월 24일 | 후임 박재윤 |

| 전임 (신설) | 제1대 규제개혁위원회 민간위원장 1998년 4월 16일 ~ 2000년 4월 15일 | 후임 강철규 |

| 전임 최동규 | 제6대 서울산업대학교 총장 1999년 4월 1일 ~ 2003년 3월 20일 | 후임 이희범 |